# شقاقی جزلا
شقاقی علیا
شقاقی علیا یک روستا در ایران است که در بخش و شهر  چورزق واقع شده‌است. شقاقی علیا بیش 800نفر جمعیت دارد. اسم این روستا بر گرفته از کلمه شقاقی یعنی قدرت تکه تکه شده است.برای همین در نزدیکی این روستا دو روستای دیگر نیز به اسم شقاقی وجود دارد. مردم روستای شقاقی علیا به زبان ترکی آذربایجانی سخن میگویند و مسلمان شیعه هستند. فرهنگ شاه سون اصیل را دارند و در گذشته با شتران خود مشغول تجارت بودند. مردمانی قدرتمند دارای فرهنگ مختص خود. و به طیفهای فرشتلی، ال لیلی،شاطراندی، دمیرچلاقلی و سایللی تقسیم میشوند. مردم این روستای علاقه شدیدی به طبیعت دارند و برای همین ییلاق و قشلاق می کنند. قلخ لی وقان قااللی و جاجوخلی برای یلاق شقاقی علیا هست.